# Аладьинский сельсовет (Коммунистический район)
Аладьинский сельсовет — упразднённая административно-территориальная единица, существовавшая на территории Московской губернии и Московской области до 1954 года.
Аладьинский сельсовет был образован в первые годы советской власти. По данным 1918 года он входил в состав Рогачёвской волости Дмитровского уезда Московской губернии.
По данным 1926 года в состав сельсовета входили деревни Аладьино, Демьяново, Костюнино и Маслово.
В 1929 году Аладьинский с/с был отнесён к Дмитровскому району Московского округа Московской области.
27 февраля 1935 года Аладьинский с/с был передан в Коммунистический район.
14 июня 1954 года Аладьинский с/с был упразднён. При этом его территория (селения Аладьино, Демьяново, Костюнино и Маслово) была передана в Ивановский с/с.